# Microrégion de Teófilo Otoni
 (février 2025).
Si vous disposez d'ouvrages ou d'articles de référence ou si vous connaissez des sites web de qualité traitant du thème abordé ici, merci de compléter l'article en donnant les références utiles à sa vérifiabilité et en les liant à la section « Notes et références ».
La microrégion de Teófilo Otoni est l'une des deux microrégions qui subdivisent la vallée du Mucuri, dans l'État du Minas Gerais au Brésil.
Elle comporte 13 municipalités qui regroupaient 253 658 habitants en 2006 pour une superficie totale de 11 609 km2.

## Municipalités[1]
- Ataléia
- Catuji
- Franciscópolis
- Frei Gaspar
- Itaipé
- Ladainha
- Malacacheta
- Novo Oriente de Minas
- Ouro Verde de Minas
- Pavão
- Poté
- Setubinha
- Teófilo Otoni